# Paul (film, 2011)
Pour les articles homonymes, voir Paul.
Pour plus de détails, voir Fiche technique et Distribution.
Paul est un film de science-fiction comique américano-britannique réalisé par Greg Mottola, sorti en 2011. Le scénario est écrit par les acteurs principaux, Simon Pegg et Nick Frost.
Le film suit deux nerds britanniques qui se rendent aux États-Unis pour le Comic-Con. Ils parcourent ensuite les lieux « mythiques » des amateurs d'ufologie. Sur leur route, ils découvrent un alien nommé Paul, échappé de la Zone 51, où il vivait caché depuis soixante ans. Paul les convainc de l'emmener avec eux et de l'aider à quitter la Terre, mais ils sont poursuivis par trois agents du FBI ainsi que le père d'une fille qu'ils rencontrent durant leur périple.

## Synopsis
Amateurs de science-fiction et de comic books et amis d'enfance, Graeme Willy et Clive Gollings, deux geeks anglais, partent en voyage aux États-Unis afin d'assister à la convention Comic-Con à San Diego, puis d'effectuer un road trip en camping-car afin de visiter les lieux mythiques consacrés aux OVNI.
Lors d'un arrêt pour se ravitailler dans un bar, ils sont pris à partie par deux rednecks venus les bousculer, après que Graeme a ri bêtement avec eux. Les deux Anglais quittent les lieux, mais emboutissent le pick-up des deux autochtones.
La nuit, sur un point de chute, ils aperçoivent des phares de voiture : pensant à tort qu'il s'agit du pick-up, ils partent en trombe, mais s'aperçoivent qu'il s'agit d'une voiture roulant à vive allure, qui, quelques mètres plus loin, est victime d'un accident de la route sous leurs yeux.
Graeme et Clive s'arrêtent pour aller voir l'épave et découvrent près des lieux un extraterrestre nommé Paul, qui cherche de l'aide. Bien que choqués par l'intrusion de cet alien dans leur existence - Clive s'étant même évanoui à sa vue -, Graeme décide de l'aider, bien que son compère soit mécontent de ne pas avoir été consulté pour cette idée.
Plus tard, un agent des services secrets américains, Lorenzo Zoil (José Zet dans la version française) se rend sur les lieux de l'accident, tout en informant sa supérieure, la mystérieuse « Grand Manitou », sur sa radio, de la situation. Celle-ci le charge de capturer Paul. Bien qu'il soit capable de gérer lui-même ce problème, elle lui adjoint deux agents incompétents, Haggard et O'Reilly, pour l'assister dans cette traque, sans toutefois leur révéler la vraie nature de la mission.
Les trois protagonistes se rendent dans un parc pour camping-car, géré par un chrétien fondamentaliste, l'autoritaire Moses Buggs, et sa fille, Ruth, borgne de l’œil gauche depuis qu'elle a quatre ans et cachant son infirmité avec un verre noir de ses lunettes.
Autour d'un barbecue, Paul annonce au duo qu'il a été capturé par le gouvernement américain après son arrivée en 1947, se retrouvant à les conseiller dans toutes sortes d'accomplissements scientifiques et sociologiques. Ayant divulgué tout ce qu'il sait, Paul a survécu grâce à son utilité en tant que réceptacle de la connaissance, mais lorsque ses ravisseurs décident de lui enlever chirurgicalement son cerveau, puis de récolter ses cellules souches, dans une tentative d'exploiter ses capacités physiques (Paul avait déjà démontré à la fois ses pouvoirs d'invisibilité et de guérison), il a envoyé un SOS à sa planète natale, grâce à un ami à l'intérieur de la zone 51, et est parvenu à s'échapper afin de se rendre sur les lieux du rendez-vous pour repartir chez lui.
Le lendemain, Ruth, se demandant qui est « le troisième type » avec eux lors du barbecue, en l'occurrence Paul, se rend au camping-car des deux Anglais, puis s'engage dans une discussion théologique avec l'extraterrestre et découvre la vérité sur l'extraterrestre. Contraints d'emmener la jeune femme, ils sont obligés de quitter les lieux de façon précipitée, après que Moses a découvert Paul venant chercher le passeport de Clive. Croyant avoir vu le démon et ne faisant pas confiance aux fédéraux, Moses part à leur poursuite armé d'un fusil de chasse et muni de sa Bible. Parallèlement, Ruth voit sa foi ébranlée par les connaissances de Paul qu'il lui a fait partager via son lien télépathique, avant d'avoir une envie soudaine de pécher, après que son père l'a élevée dans une crainte de transgressions des lois divines. Ses craintes envers l'extraterrestre vont diminuer lorsqu'il lui guérit son œil gauche.
Le quatuor se rend dans un bar pour se restaurer, où se trouvent également les brutes du pick-up et Moses. Partie téléphoner à ce dernier pour le rassurer, Ruth a la surprise d'avoir Zoil comme interlocuteur, dans le cadre de la capture de Paul. Mais elle ne révèle en rien des informations compromettantes, puis après avoir raccroché, elle se heurte aux deux rednecks qui la harcèlent, mais elle parvient à s'échapper. Puis Moses la retrouve et découvre avec stupéfaction la guérison de sa progéniture. Au moment de quitter les lieux, pris dans une bagarre générale, Graeme, Clive et Ruth sont poursuivis par les deux péquenauds, qui s'évanouissent de peur à la vue de Paul. Plus tard dans la nuit, ils s’assoient dans une forêt à proximité d'un autre parc pour camping-car. Ruth est repartie se coucher dans le camping-car, tandis que les trois autres larrons, endormis dans la forêt, découvrent à leur réveil qu'ils se trouvent près d'une petite ville. Ils déguisent Paul, qui se rend avec Clive dans une boutique de BD, alors que Graeme part rejoindre Ruth. Mais Zoil et ses collègues retrouvent leurs traces, et questionnent tout le parc et, par hasard, Ruth, qui se retrouve contrainte de mentir au sujet de leur présence, tandis qu'Haggard et O'Reilly tombent sur Paul et Clive dans la boutique et les prennent en chasse, avant de s'échapper avec l'aide de Graeme et Ruth. Pourchassés par les fédéraux et Moses et n'ayant plus d'argent, ils se retrouvent notamment à voler des feux d'artifice.
Avec ses amis, Paul se rend chez Tara Wilton, jeune fille qui a découvert et sauvé Paul lors de son arrivée sur Terre en 1947 et dont le chien fut tué accidentellement par ce dernier avec son vaisseau, devenue une vieille femme, qui fut ridiculisée par ce qu'elle a dit avoir vu, mais est toutefois soulagée d'apprendre qu'il existe bien et qu'il est vivant. Toutefois, les services secrets retrouvent la trace des fugitifs. Mais, ces derniers, auxquels s'est associée Tara Wilton, parviennent une fois de plus à s'échapper. Au cours de l'assaut, O'Reilly et Haggard sont neutralisés, laissant Zoil seul à poursuivre les fuyards. Celui-ci annonce à sa supérieure hiérarchique qu'il est sur le point de capturer Paul, mais cette dernière, impatiente de trouver une solution radicale au problème, décide d'intervenir elle-même.
Arrivés au lieu de rendez-vous, Graeme, Clive, Ruth, Tara et Paul déclenchent un signal avec les feux d'artifice. Des lumières orange font leur apparition, mais il s'avère qu'il s'agit d'un hélicoptère de l'armée, avec le « Grand Manitou » à bord. Le groupe est sauvé par Zoil, qui se révèle être l'ami de Paul qui l'avait aidé à s'échapper de la Zone 51 en désarmant les militaires. Toutefois, Zoil est blessé à l'épaule par sa supérieure qui sera assommée d'un coup de poing par Tara. Mais Moses blesse mortellement Graeme tout en visant Paul. L'extraterrestre ramène Graeme à la vie, malgré quelques risques. Après avoir repris conscience, le « Grand Manitou » meurt finalement écrasée par le vaisseau alien venu chercher Paul. Celui-ci fait alors ses adieux à ses amis, tout en espérant les retrouver un jour, et emmène Tara sur sa planète pour une vie meilleure.
Deux ans après les événements, Graeme et Clive, accompagnés de Ruth, se rendent au Comic-Con pour la promotion de leur livre Paul, devenu un best-seller.

## Fiche technique
Sauf mention contraire, les éléments de la fiche technique sont issues de la fiche du film du site Internet Movie Database 
- Titre original et français : Paul
- Réalisation : Greg Mottola
- Scénario : Simon Pegg et Nick Frost
- Décors : Jefferson Sage
- Direction artistique : Richard Fojo
- Costumes : Nancy Steiner
- Photographie : Lawrence Sher
- Montage : Chris Dickens
- Musique : David Arnold
- Production : Tim Bevan, Eric Fellner et Nira Park ; Liza Chasin (en), Robert Graf, Debra Hayward et Natascha Wharton (exécutifs)
- Sociétés de production : Big Talk Productions, Relativity Media et Working Title Films ; Universal Pictures(coproduction)
- Société de distribution : Universal Pictures
- Format : couleur – 2.35:1 — 35 mm, cinéma numérique – son Dolby Digital - DTS - SDDS
- Budget : 40 millions de dollars[2]
- Pays de production :  États-Unis /  Royaume-Uni
- Langues originales : anglais, klingon[n 1]
- Genre : science-fiction comique
- Durée : 104 minutes
- Dates de sorties :
  - Royaume-Uni : 14 février 2011
  - Belgique, France : 2 mars 2011
  - Canada, États-Unis : 18 mars 2011

## Distribution
- Simon Pegg (VF : Emmanuel Garijo ; VQ : Daniel Picard) : Graeme Willy
- Nick Frost (VF : Philippe Bozo ; VQ : Tristan Harvey) : Clive Gollings
- Seth Rogen (VF : Philippe Manœuvre ; VQ : Frédéric Desager) : Paul (voix)
- Jason Bateman (VF : Bruno Choël ; VQ : Patrick Chouinard) : Agent José Zet (Lorenzo Zoil en VO / Alain Dex en VQ)
- Kristen Wiig (VF : Marie Millet ; VQ : Viviane Pacal) : Ruth Buggs
- John Carroll Lynch (VF : Jean-François Aupied ; VQ : Denis Gravereaux) : Moses Buggs, le père de Ruth
- Bill Hader (VF : Fabrice Josso ; VQ : Gilbert Lachance) : Haggard
- Joe Lo Truglio (VF : Olivier Chauvel ; VQ : Olivier Visentin) : O'Reilly
- Jesse Plemons (VF : Juan Llorca ; VQ : Xavier Morin-Lefort) : Jake
- Jeffrey Tambor (VF : Michel Paulin ; VQ : Carl Béchard) : Adam Shadowchild
- Sigourney Weaver (VF : Tania Torrens ; VQ : Sophie Faucher) : Le « Grand Manitou » (The Big Guy en VO)
- Blythe Danner (VF : Jocelyne Darche) : Tara Walton
- Jane Lynch (VF : Josiane Pinson ; VQ : Claudine Chatel) : Pat Stevens
- David Koechner (VF : Gilles Morvan ; VQ : Sylvain Hétu) : Gus
- Steven Spielberg (VQ : Manuel Tadros) : lui-même (voix)

 Source et légende : version française (VF) sur RS Doublage et selon le carton du doublage français DVD zone 2.

## Production
| |  |  |
| Les acteurs principaux Simon Pegg et Kristen Wiig le premier pour la promotion du film au SXSW 2011, la seconde sur le tournage, en juillet 2009. |  |  |

### Origines et développement
Durant le tournage de Shaun of the Dead d'Edgar Wright (2004), premier film coécrit par Simon Pegg, ce dernier imagine un scénario qui se passerait dans le désert avec un alien. Très vite, il dessine la créature et déclare : « Voilà notre prochain film : un road movie avec un extraterrestre! »
En 2007, après Hot Fuzz, le projet est relancé sous l'impulsion de la productrice Nira Park. Elle demande à Simon Pegg d'écrire la première scène ; il la lui écrit en dix minutes. Ce dernier écrit alors le scénario avec son compère de ces deux films, Nick Frost. Ils arpentent alors les routes de l'Ouest américain en camping-car, à la recherche de « matière » pour écrire le film : « Nous avons véritablement atterri dans un resto qui s'appelle Little'A'Le'Inn. Les types qui s'y trouvaient étaient peut-être légèrement moins menaçants que dans le film, mais ils ont quand même réussi à nous foutre la trouille. Et l'oiseau qui s'écrase sur le pare-brise, c'est du vécu ! ».
Ils regardent également une multitude de films d'aliens et de road movies.

« Puis on s'est assis l'un en face de l'autre et on s'y est mis, une ligne après l'autre. Simon est parti tourner Un Anglais à New York pendant que je pondais un scénario de cent quatre-vingts pages. À son retour, on a pris ce mammouth et on l'a complètement déconstruit. »

— Nick Frost.
Simon Pegg avait déjà collaboré avec Nick Frost mais seulement en tant que partenaires à l'écran : « La dynamique de nos personnages a légèrement changé par rapport aux films précédents. Dans les films coécrits avec Edgar Wright, je jouais le personnage principal et Nick jouait mon faire-valoir. Ici, nous sommes au même niveau. Le personnage de Nick domine même légèrement au début, alors que le mien fait un peu tapisserie. »

### Scénario
Comme les précédents films coécrits par Pegg, celui-ci est un hommage à un certain genre : « Shaun of the Dead était un hommage aux films de zombies, Hot Fuzz aux films d'action, et Paul est un hommage aux films de science-fiction des années 1970. Le script éveillait en moi une grande résonance nostalgique, il était écrit du point de vue de deux fans du genre. »

### Attribution des rôles

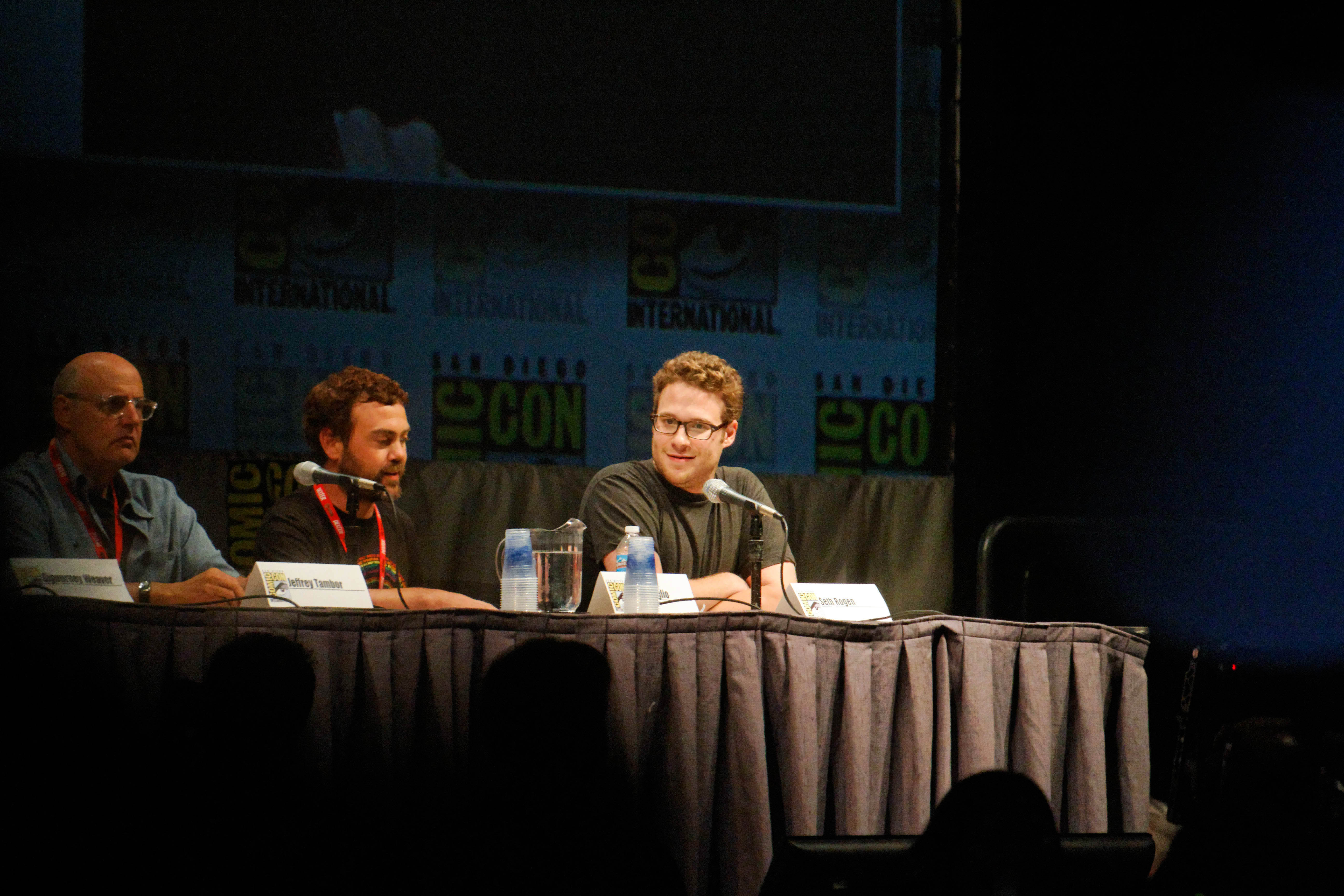
Les acteurs Seth Rogen, Jeffrey Tambor et Joe Lo Truglio au San Diego Comic-Con 2010.

La distribution du film mélange des personnalités comiques américaines et anglaises. Pour « incarner » le personnage de Paul, le réalisateur Greg Mottola a pensé très tôt à Seth Rogen, qui modifie un peu le personnage : « Au départ, Paul était bien plus âgé et grognon. Une espèce de vieux grincheux. »

« Paul était bien plus insouciant et bien moins désagréable que nous l'avions conçu au départ. Dès que nous avons commencé à envisager Seth, Paul a évolué pour devenir une sorte de gnome à la Ferris Bueller, qui influence la vie de tous ceux qu'il croise. Seth lui a apporté beaucoup de jeunesse et d'énergie, sa voix graveleuse et son incroyable talent comique. »

— Simon Pegg
Pour « entrer » dans la peau de Paul, Seth Rogen a beaucoup questionné l'acteur Andy Serkis, spécialiste de la capture de mouvement pour ses rôles dans la trilogie du Seigneur des anneaux et King Kong.
C'est le journaliste Philippe Manœuvre qui prête sa voix à Paul dans la version française.

### Tournage

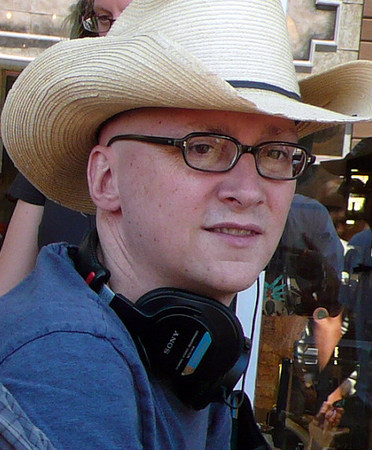
Le réalisateur Greg Mottola, pendant le tournage du film.

Le tournage principal débute le 9 septembre 2009. En juillet 2010, l'équipe se rend au palais des congrès d'Albuquerque pour y reproduire le Comic-Con, le salon international de la bande dessinée de San Diego. Ils engagent des participants du véritable événement comme figurants.
L'acteur Joe Lo Trugllio qui incarne l'agent O'Reilly jouait aussi Paul pour servir de repères aux autres acteurs.

### Effets spéciaux
L'animation de l'extraterrestre Paul a été très difficile. Très tôt l'équipe des effets spéciaux et d'animation a décidé de s'inspirer des gestes de Seth Rogen durant les répétitions.

## Bande originale
La bande originale de ce film, entremêlée de chansons entendus durant le film, comporte les musiques du compositeur David Arnold.

### Commercialisation
Une bande annonce était distribuée sur l'Internet par Universal Pictures International France en mars 2011.

## Accueil

### Accueil critique
À sa sortie en salles, Paul a rencontré des critiques favorables dans les pays anglophones, obtenant sur le site Rotten Tomatoes un pourcentage de 70 % dans la catégorie All Critics, basé sur 203 commentaires et une note moyenne de 6.3⁄10 et un pourcentage de 57 % dans la catégorie Top Critics, basé sur 37 commentaires et une note moyenne de 6.3⁄10. Le consensus du site note que le long métrage est un « road trip comique aimable et divertissant », mais ajoute que Paul est un film inégal. Le site Metacritic lui attribue une moyenne de 57⁄100, basé sur 37 commentaires. La note IMDb obtenue est de 7.1⁄10 sur 71 169 votes.
En France, les commentaires de la part des critiques spécialisés demeurent mitigés : le site Allociné, ayant recensé vingt et un titres de presse, obtient une note moyenne de 2.9⁄5, le site Commeaucinéma.com, ayant recensé dix-sept titres de presse, lui attribue une note moyenne de 2⁄4.

### Box-office
| Pays ou région | Box-office      | Date d'arrêt du box-office | Nombre de semaines |
| -------------- | --------------- | -------------------------- | ------------------ |
| Mondial        | 101 162 106 $   | 16 octobre 2011            | 35                 |
| États-Unis     | 37 412 945 $    | 19 mai 2011                | 9                  |
| France         | 728 947 entrées | 20 avril 2011              | 8                  |

Aux États-Unis, Paul démarre à la cinquième place au box-office avec 17,1 millions de dollars de recettes en une semaine d'exploitation et restera à l'affiche huit semaines supplémentaires avec 37,4 millions de dollars, assez décevant au vu du budget de 40 millions de dollars.
Mais c'est dans les pays étrangers que le film marche le mieux, notamment en Grande-Bretagne, où les recettes ont atteint les 23,3 millions de dollars de recettes, toutefois inférieures au 41,2 millions de dollars de recettes de Hot Fuzz sur le territoire britannique. En France, Paul est le premier film du duo Simon Pegg/Nick Frost à dépasser le demi-million d'entrées, obtenant ainsi leur plus grand succès en salles, avec près de 730 000 entrées en huit semaines d'exploitation.
Les recettes internationales ont atteint les 63,7 millions de dollars, permettant à Paul de connaître un certain succès commercial, puisqu'il récolte plus de 100 millions de dollars de recettes au box-office mondial.